# Juan Antonio Bayona

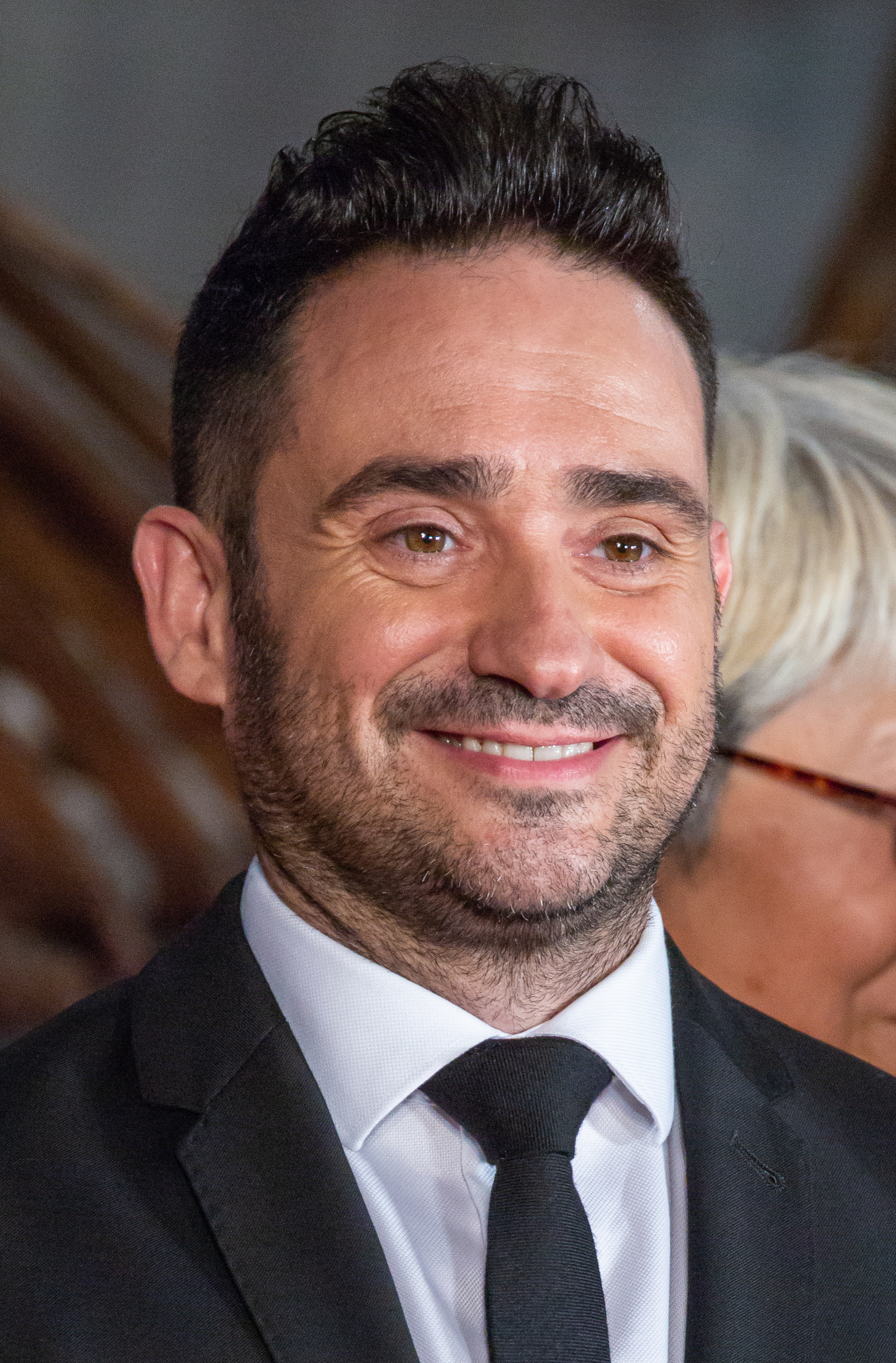
Juan Antonio Bayona (2018)

Juan Antonio García Bayona (* 9. Mai 1975 in Barcelona) ist ein spanischer Regisseur.

## Leben
Nach Werbe- und Musikvideos und Kurzfilmen wie Mis Vacaciones (1999) und El Hombre Esponja (2002) drehte Bayona 2006 seinen ersten Langfilm Das Waisenhaus (El orfanato), den sein Freund und Förderer Guillermo del Toro produzierte. Der Film wurde 2007 für den Oscar als bester fremdsprachiger Film nominiert. 2010 drehte er mit Naomi Watts und Ewan McGregor in den Hauptrollen in Spanien und Thailand den Kinofilm The Impossible, der von der Tsunamikatastrophe 2004 handelt und für den er 2013 den Goya als bester Regisseur gewann. Als sein bisher größtes Projekt hat Bayona 2018 den Blockbuster Jurassic World: Das gefallene Königreich inszeniert. Zudem ist er für die für 2022 erschienene Fernsehserie Der Herr der Ringe: Die Ringe der Macht von Amazon als Executive Producer tätig und übernahm bei den ersten zwei Episoden die Regie. Nachfolgend inszenierte er Die Schneegesellschaft, der auf den Ereignissen rund um den Fuerza-Aérea-Uruguaya-Flug 571 basiert und sich an einem Buch von Pablo Vierci orientiert. Der Film wurde international für zahlreiche Preise nominiert. 2024 wurde der Film mit 12 Premios Goya ausgezeichnet, darunter denen für den besten Film und die beste Regie.
Im Jahr 2024 wurde er beim 77. Filmfestival von Cannes als Jurymitglied des Hauptwettbewerbs ausgewählt.

## Filmografie (Auswahl)
- 1999: Mis Vacaciones
- 2002: El Hombre Esponja
- 2004: 10 años con Camela
- 2005: Tierra de Hevia
- 2007: Das Waisenhaus (El orfanato)
- 2012: The Impossible (Lo imposible)
- 2016: Sieben Minuten nach Mitternacht (A Monster Calls)
- 2018: Jurassic World: Das gefallene Königreich (Jurassic World: Fallen Kingdom)
- 2022: Der Herr der Ringe: Die Ringe der Macht (The Lord of the Rings: The Rings of Power, Fernsehserie, 2 Episoden)
- 2023: Die Schneegesellschaft (La sociedad de la nieve)

## Auszeichnungen (Auswahl)
Goya
Gewonnen
- 2008: Beste Nachwuchsregie: Das Waisenhaus
- 2008: Bestes adaptiertes Drehbuch: Das Waisenhaus
- 2013: Beste Regie: The Impossible

Nominiert
- 2008: Bester Film: Das Waisenhaus
- 2013: Bester Film: The Impossible